# Doug Davies
Pour les articles homonymes, voir Davies.
Pas d'image ? Cliquez ici

a Compétitions nationales et continentales officielles uniquement.

b Matchs officiels uniquement.
Doug Davies, né le 23 juillet 1899 à Ashkirk et mort le 9 mars 1987 à Peel sur l'Île de Man, est un joueur de rugby à XV qui a joué avec l'équipe d'Écosse évoluant au poste de troisième ligne centre.

## Biographie
Doug Davies obtient sa première cape internationale le 2 janvier 1922 à l’occasion d’un match contre l'équipe de France. Il participe au Tournoi des Cinq Nations de 1922 à 1927. Doug Davies participe au Grand Chelem en 1925. Il joue quatre matchs avec les Lions britanniques en 1924 contre l'équipe d'Afrique du Sud.

## Palmarès
- Vainqueur du Tournoi des Cinq Nations en 1925, 1926, 1927
- Grand Chelem en 1925

## Statistiques en équipe nationale
- 20 sélections
- 3 points (1 essai)
- Sélections par années : 4 en 1922, 4 en 1923, 2 en 1924, 3 en 1925, 4 en 1926, 3 en 1927
- Tournois des Cinq Nations disputés : 1922, 1923, 1924, 1925, 1926, 1927.